# Рафаел Геррейру
Рафаел Геррейру (порт. Raphaël Guerreiro, нар. 22 грудня 1993, Ле-Блан-Меніль) — португальсько-французький футболіст, захисник німецького клубу «Баварія» (Мюнхен) та національної збірної Португалії.
Переможець Чемпіонату Європи 2016 у складі збірної Португалії.

## Клубна кар'єра
Народився у французькому місті Ле-Блан-Меніль в родині француженки та португальця і в підсумку отримав громадянство обох країн. Розпочав займатись футболом в команді «Блан-Меніль» з рідного міста, а 2005 року потрапив в академію «Клерфонтен». Там футболісти помітили тренери «Кана» і 2008 року Геррейру перейшов в академію цього клубу.
Після завершення навчання, 2010 року Рафаел дебютував у дорослому футболі виступами за другу команду «Кана», в якій провів два сезони, взявши участь у 56 матчах аматорського чемпіонату.
Своєю грою молодий захисник привернув увагу представників тренерського штабу основної команди, до якої був включений влітку 2012 року. 27 липня 2012 року в матчі проти клубу «Газелек» він дебютував у Лізі 2. 8 лютого 2013 року у поєдинку проти «Седана» Рафаел забив свій перший гол за «Кан». Всього протягом сезону 2012/13 за команду з Кана Рафаел зіграв у 41 матчі в усіх турнірах і був основним гравцем команди, зайнявши з нею 4 місце та по завершенню сезону був включений в символічну збірну Ліги 2.
Влітку 2013 року Геррейру перейшов в «Лор'ян». Сума трансферу склала 2,5 млн євро. 10 серпня в матчі проти «Лілля» він дебютував у Лізі 1. 1 листопада 2014 року в поєдинку проти «Парі Сен-Жермена» Рафаел забив свій перший гол за «Лор'ян», проте його команда все-одно поступилась 1:2. Відіграв за команду з Лор'яна 102 матчів в національному чемпіонаті.
Влітку 2016 року уклав чотирирічний контракт з дортмундською «Боруссією», якій трансфер гравця обійшовся у 12 мільйонів євро.
В червні 2023 перейшов до мюнхенської «Баварії» на правах вільного агента. 

## Виступи за збірні
Геррейру мав право грати як за збірну Франції, так і Португалії. Зрештою, він вирішив представляти історичну батьківщину і 21 березня 2013 року під час товариського матчу зі Швецією, дебютував в молодіжній збірній Португалії до 21 року. Через два роки у її складі Рафаел став фіналістом молодіжного Євро-2015, де був основним захисником і дійшов з командою до фіналу, за що був включений у символічну збірну турніру. Всього на молодіжному рівні зіграв у 13 офіційних матчах.
18 листопада 2014 року дебютував в офіційних іграх у складі національної збірної Португалії в товариському матчі проти збірної Аргентини. У цьому ж поєдинку він забив свій перший гол за національну команду. 
У складі збірної був учасником чемпіонату Європи 2016 року у Франції, на якому португальці здобули перший у своїй історії титул континентальних чемпіонів. На турнірі взяв участь у п'яти з семи ігор своєї команди, у тому числі повністю провів на полі фінальну гру проти господарів змагання.
Наразі провів у формі головної команди країни 21 матч, забивши 2 голи.
| Дата       | Місто        | Господарі  | Результат  | Гості      | Турнір               | Голи | Примітки                         |
| ---------- | ------------ | ---------- | ---------- | ---------- | -------------------- | ---- | -------------------------------- |
| 14-11-2014 | Фару         | Португалія | 1 – 0      | Вірменія   | Відбір до ЧЄ 2016    | -    |                                  |
| 18-11-2014 | Манчестер    | Аргентина  | 0 – 1      | Португалія | товариський матч     | 1    | 51'                              |
| 17-11-2015 | Люксембург   | Люксембург | 0 – 2      | Португалія | товариський матч     | -    |                                  |
| 25-3-2016  | Лейрія       | Португалія | 0 – 1      | Болгарія   | товариський матч     | -    | 82'                              |
| 29-3-2016  | Лейрія       | Португалія | 2 – 1      | Бельгія    | товариський матч     | -    |                                  |
| 29-5-2016  | Порту        | Португалія | 3 – 0      | Норвегія   | товариський матч     | 1    | 79'                              |
| 8-6-2016   | Лісабон      | Португалія | 7 – 0      | Естонія    | товариський матч     | -    |                                  |
| 14-6-2016  | Сент-Етьєн   | Португалія | 1 – 1      | Ісландія   | ЧЄ 2016 - 1-й етап   | -    |                                  |
| 18-6-2016  | Париж        | Португалія | 0 – 0      | Австрія    | ЧЄ 2016 - 1-й етап   | -    |                                  |
| 25-6-2016  | Ланс         | Хорватія   | 0 – 1 д.ч. | Португалія | ЧЄ 2016 - 1/8 фіналу | -    |                                  |
| 6-7-2016   | Десін-Шарп'є | Португалія | 2 – 0      | Уельс      | ЧЄ 2016 - півфінал   | -    |                                  |
| 10-7-2016  | Сен-Дені     | Португалія | 1 – 0 д.ч. | Франція    | ЧЄ 2016 - Фінал      | -    | 95' - 1-й титул чемпіонів Європи |
| 1-9-2016   | Порту        | Португалія | 5 – 0      | Гібралтар  | товариський матч     | -    | 63'                              |
| 6-9-2016   | Базель       | Швейцарія  | 2 – 0      | Португалія | Відбір до ЧС 2018    | -    |                                  |
| 7-10-2016  | Авейру       | Португалія | 6 – 0      | Андорра    | Відбір до ЧС 2018    | -    |                                  |
| 13-11-2016 | Фару         | Португалія | 4 – 1      | Латвія     | Відбір до ЧС 2018    | -    |                                  |
| 25-3-2017  | Лісабон      | Португалія | 3 – 0      | Угорщина   | Відбір до ЧС 2018    | -    |                                  |
| 9-6-2017   | Рига         | Латвія     | 0 – 3      | Португалія | Відбір до ЧС 2018    | -    |                                  |
| 18-6-2017  | Казань       | Португалія | 2 – 2      | Мексика    | Кубок Конфедерацій   | -    |                                  |
| 18-6-2017  | Москва       | Росія      | 0 – 1      | Португалія | Кубок Конфедерацій   | -    | 65'                              |
| 23-3-2018  | Цюрих        | Португалія | 2 – 1      | Єгипет     | товариський матч     | -    |                                  |
| Усього     |              | Матчів     | 21         |            | Голів                | 2    |                                  |

## Титули і досягнення
- У символічній збірній Ліги 2: 2013

Збірна Португалії
- Чемпіон Європи: 2016
- Переможець Ліги націй УЄФА: 2018-19

Клубні
- Володар Кубка Німеччини (2):

«Боруссія» (Дортмунд): 2016-17, 2020-21
- Володар Суперкубка Німеччини (2):

«Боруссія» (Дортмунд): 2019
«Баварія»: 2025
- Чемпіон Німеччини (1):

«Баварія»: 2024-25